# Deutsche Mathematik
Deutsche Mathematik (Німецька математика) — математичний журнал, заснований Людвігом Бібербахом (головний редактор) і Теодором Фален в 1936 році.
Deutsche Mathematik також є назвою руху, тісно пов'язаного з журналом, що був покликаний сприяти «німецькій математиці» і ліквідації «єврейського впливу», за аналогією з рухом «німецька фізика». Крім математичних статей, журнал друкував агітаційні статті, що подавали нацистську точку зору на відносини між математикою і нацією.